# Агуалва (Сінтра)
Агуалва (порт. Agualva; МФА: [ɐ.ˈgwaɫ.vɐ]) — парафія в Португалії, у муніципалітеті Сінтра. Розташована в західній частині країни, на теренах історичної португальської провінції Ештремадура. Входить до складу округу Лісабон. За адміністративним поділом, чинним до 1976 року, терени парафії були складовою провінції Ештремадура. Належить до Лісабонського патріархату Католицької церкви. Патрон — Діва Марія. Площа — 4,8261 км². Населення — 35824 ос. (2011). Сильно урбанізований регіон. Густота населення — 7422,97 осіб/км²
. Код — 111118.

## Населення
| 2011   |
| 35 824 |